# Christian Jakobsen
Christian Jakobsen, född den 27 mars 1993, är en dansk fotbollsspelare som spelar som mittfältare för Hvidovre IF.

## Karriär
Den 28 januari 2017 värvades Jakobsen av SønderjyskE, där han skrev på ett fyraårskontrakt. Den 3 augusti 2020 värvades Jakobsen av Lyngby BK, där han skrev på ett tvåårskontrakt.
I juni 2022 blev Jakobsen klar för en återkomst i Hvidovre IF, där han skrev på ett tvåårskontrakt.